# Федько Валентина Тимофіївна
Валентина Тимофіївна Федько (20 листопада 1913, м. Кременчук, Полтавська губернія, Російська імперія — 31 січня 2006, м. Кременчук, Полтавська область) — заслужений лікар УРСР, краєзнавець, історик кременчуцької медицини, автор низки нарисів-портретів видатних діячів кременчуцької історії, статей  та окремих видань.

## Біографія
Валентина Федько (уроджена Волкова) народилась 20 листопада 1913 у м. Кременчук на Полтавщині.
1935 року вступила на педіатричний факультет Харківського медичного інституту, який закінчила з відзнакою у 1940 році. Після його закінчення працювала лікарем-педіатром Кременчуцької дитячої лікарні. Під час радянсько-німецької війни була евакуйована до м. Уральськ Західно-Казахстанської області Казахської РСР, де протягом 1941–1944 років займала посаду ординатора дитячої лікарні. У 1944 році, повернувшись з евакуації до Кременчука, очолила Кременчуцьку дитячу консультацію. Разом з тим працювала і лікарем Будинку дитини, міським педіатром.
У 1949 році її було призначено директором Кременчуцького медичного училища, яке вона очолювала до 1970 року.
За роки роботи у навчальному закладі підготувала більше 3 тисяч медичних працівників.

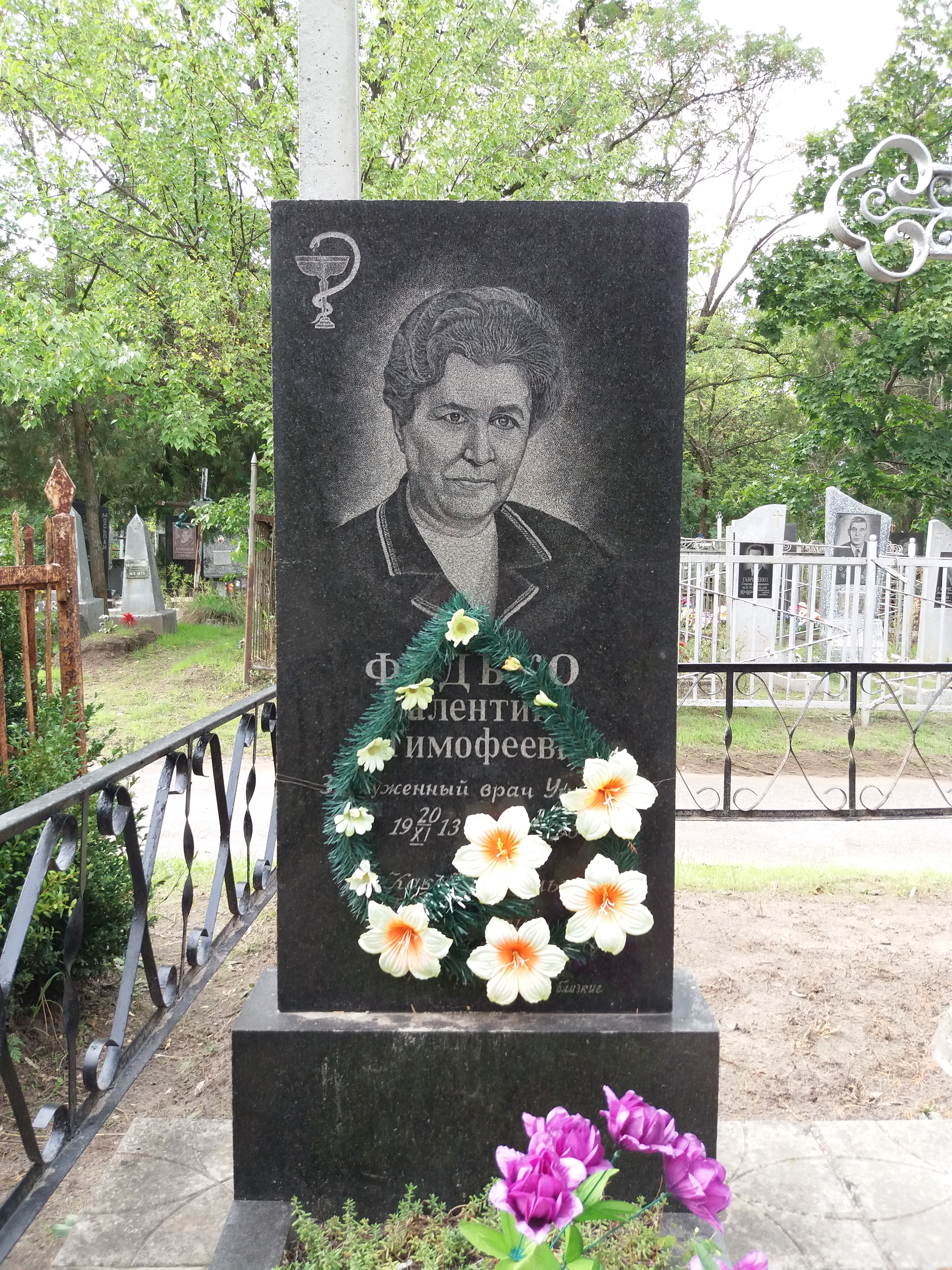
Могила Валентини Федько на Ревівському кладовищі

Медичній та педагогічній діяності вона присвятила 51 рік життя.
Померла 31 січня 2006 року. Похована на Ревівському кладовищі.
Була автором 4 книг з історії медицини м. Кременчука:

## Нагороди
- Заслужений лікар УРСР (1960)
- Медаль «За доблесну працю у Великій Вітчизняній війні 1941—1945 рр.» (1946)
- Знак «Відмінник охорони здоров'я» (1947)
- Почесний громадянин м. Кременчука (1994)[4]

## Пам'ять

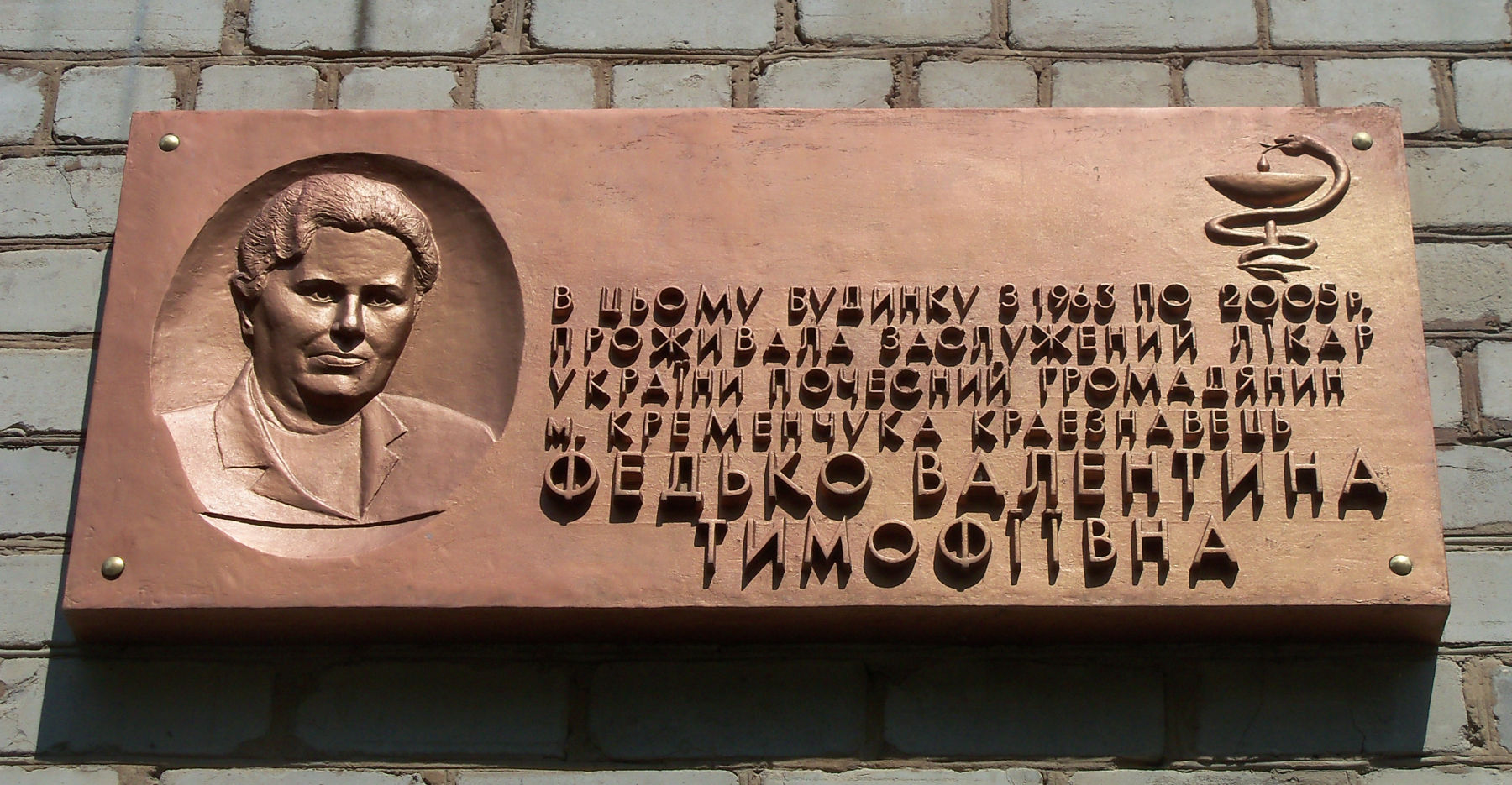
Меморіальна дошка В. Т. Федько у Кременчуці

10 жовтня 2008 року за поданням колективів міської дитячої лікарні, краєзнавчого музею та Кременчуцького міського відділу охорони здоров'я комісія з питань найменування об'єктів міського підпорядкування, увічнення пам'яті видатних діячів і подій, встановлення пам'ятних знаків у Кременчуці, ухвалила рішення про встановлення меморіальної дошки Валентині Федько на будинку № 20 на бульварі Пушкіна, в якому вона проживала з 1963 по 2006 роки. Відкриття пам'ятної дошки відбулось 17 червня 2009 року